# بن گارنر
بن گارنر (زادهٔ ۱۹ مه ۱۹۸۰) مربی حرفه‌ای فوتبال اهل انگلستان است.
وی هنگامی که در سال ۲۰۱۴ درحال تکمیل مدرک مربیگری سطح حرفه‌ای یوفا بود توسط ژوزه مورینیو سرمربی وقت چلسی تعلیم داده‌شد. گارنر قبلاً دستیار سرمربی در تیم فوتبال وست برومیچ آلبیون بوده‌است. همچنین سابقهٔ مربی‌گری در کریستال پالاس را دارد. او قبل از مربی‌گری در بریستول راورز، دستیار سرمربی در تیم فوتبال اتلتیکو دِ کولکاتا در سوپر لیگ فوتبال هند بود. گارنر مربی‌گری را سنین جوانی و پس از یک مصدومیت جدی با انگیزه‌ی اصلی اینکه احساس می‌کرد بازیکنان جوان به لحاظ تاکتیکی و تکنیکی به اندازۀ کافی خوب تمرین داده نمی‌شوند آغاز کرد. گارنر همچنین از تری ونبلز الهام گرفته‌است.

## مربی‌گری

### کریستال پالاس
گارنر مربی‌گری حرفه‌ای خود را در کریستال پالاس در سال ۲۰۰۵ در جایی که هفت سال بعد خود را به عنوان مربی جوانان در آکادمی سپری کرد شروع کرد. در ابتدا سرمربی تیم زیر ۱۱ ساله ها شد، وی در گروه های سنی ادامه داد تا اینکه سرمربی تیم زیر ۱۸ ساله ها شد. گارنر یک برنامه مدرسه تمام وقت را در سال ۲۰۱۱ راه انداری کرد. در ۴ ژوئیه ۲۰۱۲ آکادمی (Oasis Shirely Park) به سرمربی‌گری گارنر، قهرمان زیر ۱۵ ساله های نشنال چمپیونز شد. از جمله بازیکنانی که وی در این برنامه مربی‌گری کرد ارون وان-بیساکا بود.
او در فصل ۱۳-۲۰۱۲ توسط مربی ایان هالووی به تیم اول ارتقا داده شد. کریستال پالاس فصل را در رتبه پنجم به پایان رساند و پس از شکست دادن رقبایی چون برایتون به نیمه نهایی پلی‌آف صعود کرد و توانست در ۲۷ مه ۲۰۱۳ به عنوان برندهٔ پلی‌آف با نتیجه ۰-۱ واتفورد را شکست دهد و به پریمیرلیگ صعود کند. گارنر در دو فصل بعد در سمت خود به عنوان مربی تیم اول باقی ماند و زیرنظر افرادی همچون هالووی، تونی پولیس، نیل وارناک و آلن پاردیو ادامه داد. کریستال پالاس توانست جایگاه خود را برای اولین بار در تاریخ باشگاه در لیگ جزیره در فصل ۱۴-۲۰۱۳ حفظ کند و در جایگاه یازدهم قرار گرفت و تونی پولیس، سرمربی آن زمان، جایزه بهترین مربی سال LMA را دریافت کرد. پالاس در فصل ۱۵-۲۰۱۴ با عملکردی بهتر در ردهٔ دهم قرار گرفت.
گارنر در ۷ ژوئیه ۲۰۱۵ با رضایتی دوطرفه از کریستال پالاس جدا شد.

### وست برومویچ آلبیون
گارنر در ۹ اکتبر ۲۰۱۵ به عنوان مربی اول تیم وست برومویچ آلبیون منصوب شد، جایی که او دوباره به تونی پولیس سرمربی سابق تیم ملحق شد. در ۲۶ سپتامبر ۲۰۱۶ وست برومویچ گارنر را به دستیار سرمربی ارتقا داد. در انتهای فصل ۱۷-۲۰۱۶ وست برومویچ در ردهٔ دهم جای گرفت. در ژانویه ۲۰۱۷، گارنر به مربی‌گری در ناتینگهام فارست لینک شد. پولیس بیان کرده است که گارنر پتانسیل تبدیل شدن به سرمربی را در آینده دارد. وست برومویچ فصل ۱۷-۲۰۱۶ را در جایگاه دهم لیگ جزیره به پایان رساند.
در طول مدت حضورش در باشگاه، گارنر مسئولت چندین مسابقه از جمله بازی های EFL Trophy، بازی های پیش فصل و بازی دوستانه بین‌المللی مقابل دهلی دیناموس را بر عهده گرفت. گارنر در دسامبر ۲۰۱۷ از وست برومویچ آلبیون جدا شد.
در سال ۲۰۱۸ گزارش شد که گارنر فرصت سرمربی‌گری برادفورد سیتی را به دلیل عدم اطمینان از کنترل تیم رد کرده است. و در دسامبر ۲۰۱۸، ریکی لمبرت بازیکن سابق تیم های بریستول راورز، ساوت‌همپتون، لیورپول، وست برومویچ آلبیون و انگلستان وقتی گارنر را به عنوان کاندیدای ایده‌آل برای پست مربی‌گری در بیستول راورز معرفی کرد، او را بسیار سازماندهی شده اما خلاق توصیف کرد و بیان داشت که وی درک خوبی از بازیکنان دارد.

### ATK ( اتلتیکو دِ کولکاتا)
در ۱۶ ژانویه ۲۰۱۹ گارنر به عنوان دستیار سرمربی زیرنظر استیو کوپل برای باقی فصل در سوپر لیگ فوتبال هند در تیم اتلتیکو دِ کولکاتا منصوب شد.

### بریستول راورز
پس از جدایی گراهام کوگلن از بریستول راورز در دسامبر ۲۰۱۹، گارنر دوباره به عنوان گزینه جدید تیم معرفی شد و در ۲۳ دسامبر ۲۰۱۹ به عنوان مربی بریستول راورز منصوب شد.
پس از پیروزی ۱-۲ خارج از خانه مقابل لینکولن سیتی در ۱۰ اکتبر ۲۰۲۰، گارنر توسط لیگ فوتبال انگلستان و روزنامه لیگ فوتبال به عنوان بهترین مربی هفته انتخاب شد. در ۱۴ اکتبر ۲۰۲۰ پیشرفت کیان هریس و سایر بازیکنان جوان به عنوان بخشی از تصویر بزرگی که در بریستول راورز ساخته شده بود، برجسته شد. خود هریس در ۱۷ اکتبر ۲۰۲۰ در مورد گارنر صحبت کرد که چقدر برای توسعه بازی او تلاش می‌کند  و چقدر زمان برای هر بازیکن اختصاص می‌دهد. به طور مشابه، در ۲۵ اکتبر ۲۰۲۰، دیوید توتاندا در مورد مربی‌اش ابراز علاقه کرد و گفت "او یک فرد فوق العاده است. او یک مربی رده بالا است، توجه او به جزئیات غیرواقعی است و او چیزهایی را می‌بیند که ما نمی‌بینیم". در ۱۴ نوامبر ۲۰۲۰ گارنر پس از شکست خانگی ۱-۴ مقابل فلیتوود تاون، از وظایف خود در باشگاه کنار گذاشته شد.

### سوئیندون تاون
در ۲۱ ژوئیه ۲۰۲۱، گارنر به وسیله مالک جدید کلم مورفونی به عنوان سرمربی سوئیندون تاون انتخاب شد. در زمان انتصاب گارنر، باشگاه تنها هفت بازیکن داشت، سیاست نقل و انتقالاتی که گارنر به تازگی اجرا کرده بود، بر جذب بازیکنان جوان تمرکز داشت. علیرغم شروع دشوار در دوران حضورش در باشگاه، کارنر در اولین فصل حضورش، سوئیندون تاون را به پلی‌آف هدایت کرد و فصل را در جایگاه ششم به پایان رساند. تیم گارنر که در پلی‌آف با تیم پورت ویل روبرو شد، بازی رفت را با نتیجهٔ ۱-۲ برد اما بازی خارج از خانه و برگشت را با نتیجه ۰-۱ باخت و در مجموع در ضربات پنالتی با نتیجهٔ ۶-۵ تن به شکست داد.

### چارلتون اتلتیک
در ۸ ژوئن ۲۰۲۲، گارنر با قراردادی سه ساله به عنوان سرمربی چارلتون اتلتیک منصوب شد.